# Leptothecata
Leptothecata is een orde van neteldieren uit de klasse van de Hydrozoa (hydroïdpoliepen).

## Families en superfamilies
- Aequoreidae Eschscholtz, 1829
- Barcinididae Gili, Bouillon, Pagès, Palanques & Puig, 1999
- Blackfordiidae Bouillon, 1984
- Bonneviellidae Broch, 1909
- Campanulariidae Johnston, 1836
- Campanulinidae Hincks, 1868
- Cirrholoveniidae Bouillon, 1984
- Clathrozoidae Stechow, 1921
- Dipleurosomatidae Boeck, 1866
- Eirenidae Haeckel, 1879
- Haleciidae Hincks, 1868
- Hebellidae Fraser, 1912
- Lafoeidae Hincks, 1868
- Laodiceidae Agassiz, 1862
- Lineolariidae Allman, 1864
- Lovenellidae Russell, 1953
- Malagazziidae Bouillon, 1984
- Melicertidae Agassiz, 1862
- Mitrocomidae Haeckel, 1879
- Octocannoididae Bouillon, Boero & Seghers, 1991
- Orchistomatidae Bouillon, 1984
- Palaequoreidae Adler & Roeper, 2012 †
- Phialellidae Russell, 1953
- Phialuciidae Kramp, 1955
- Sertulariidae Lamouroux, 1812
- Sugiuridae Bouillon, 1984
- Syntheciidae Marktanner-Turneretscher, 1890
- Teclaiidae Bouillon, Pagès, Gili, Palanques, Puig & Heussner, 2000
- Thyroscyphidae Stechow, 1920
- Tiarannidae Russell, 1940
- Tiaropsidae Boero, Bouillon & Danovaro, 1987

- Plumularioidea McCrady, 1859
  - Aglaopheniidae Marktanner-Turneretscher, 1890
  - Halopterididae Millard, 1962
  - Kirchenpaueriidae Stechow, 1921
  - Plumulariidae Agassiz, 1862

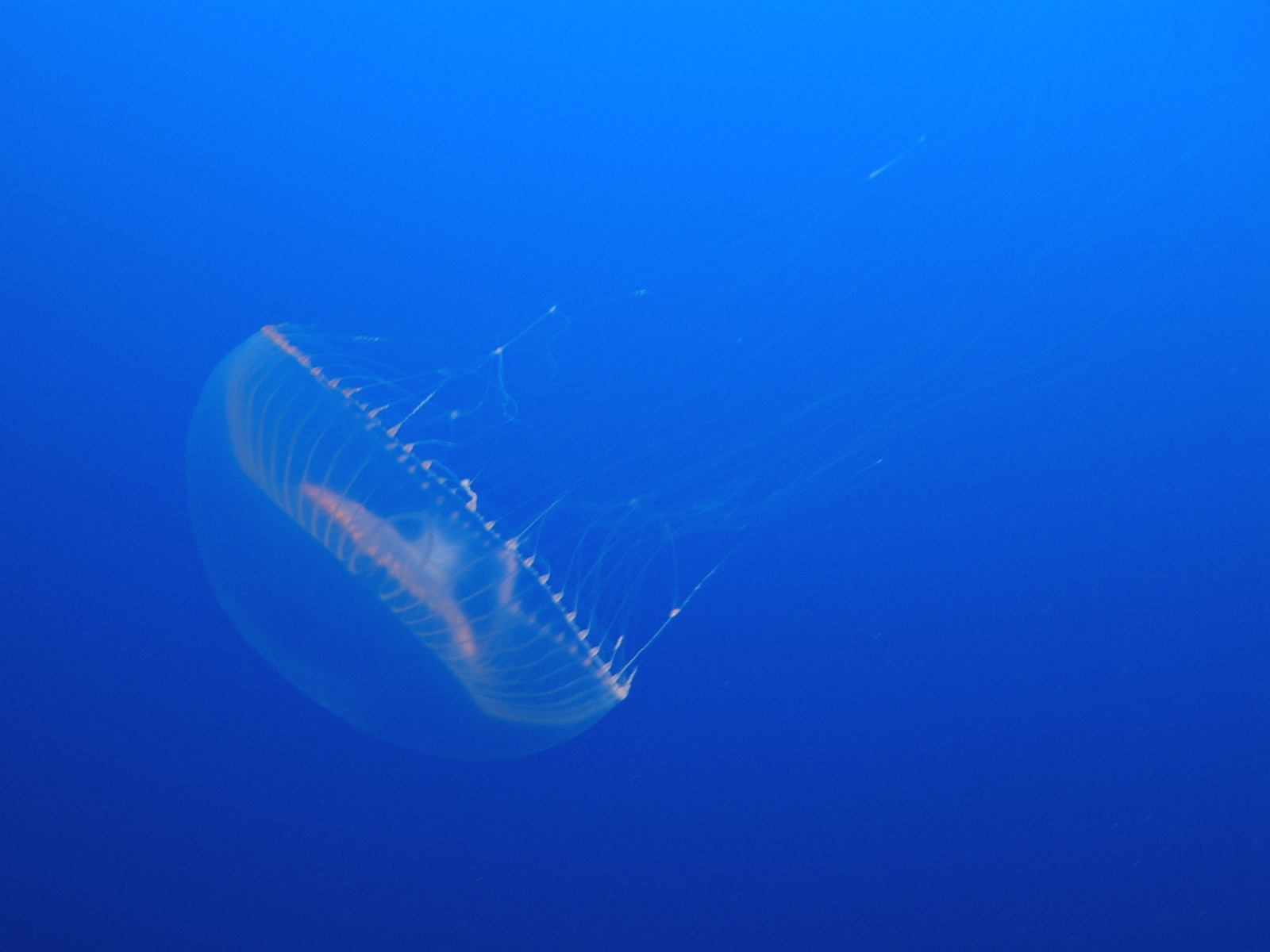
Aequorea victoria (Aequoreidae)
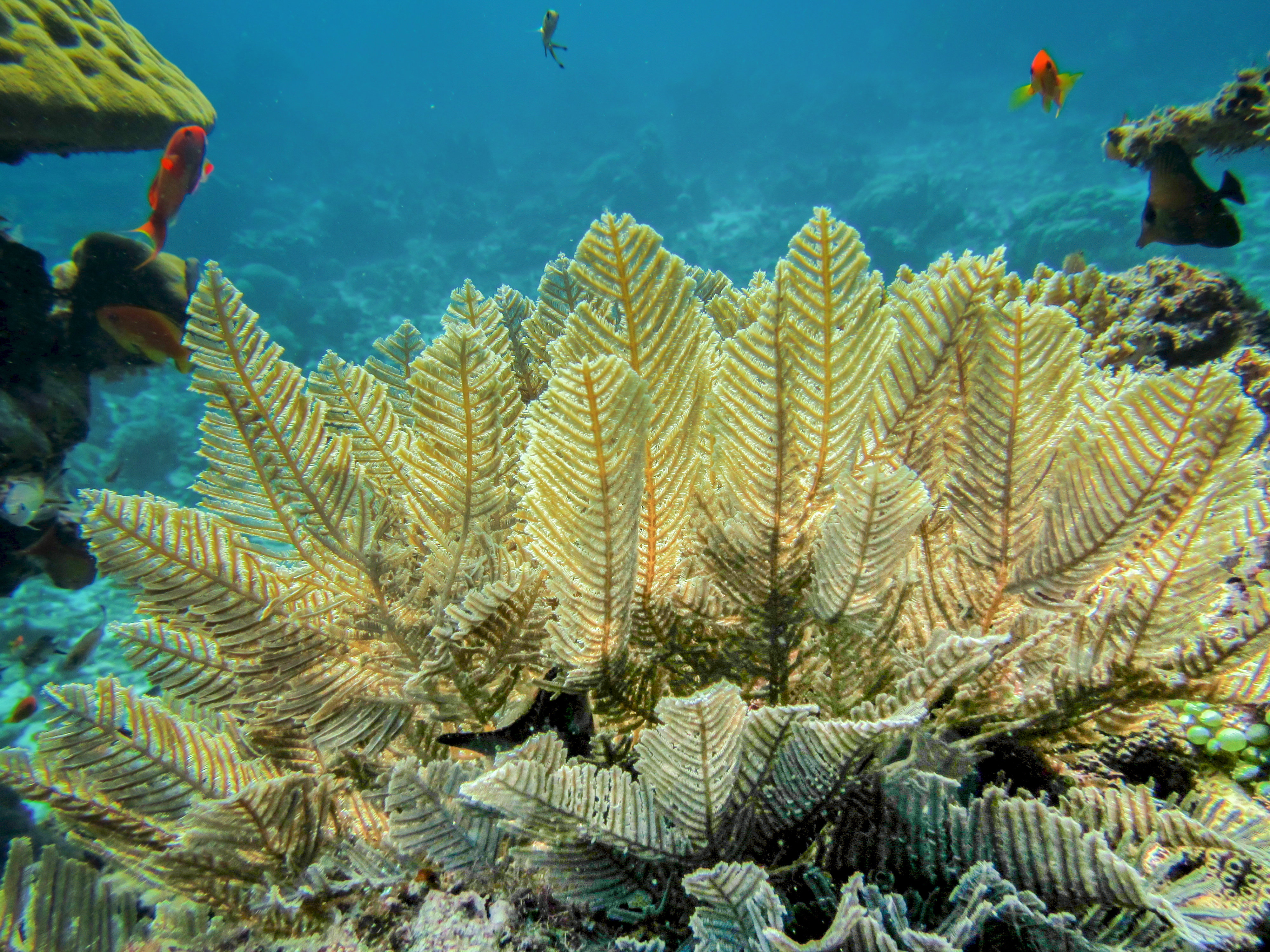
Aglaophenia cupressina (Aglaopheniidae)
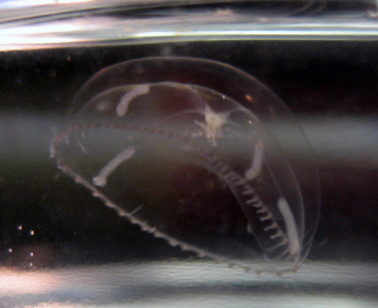
Clytia gregaria (Campanulariidae)
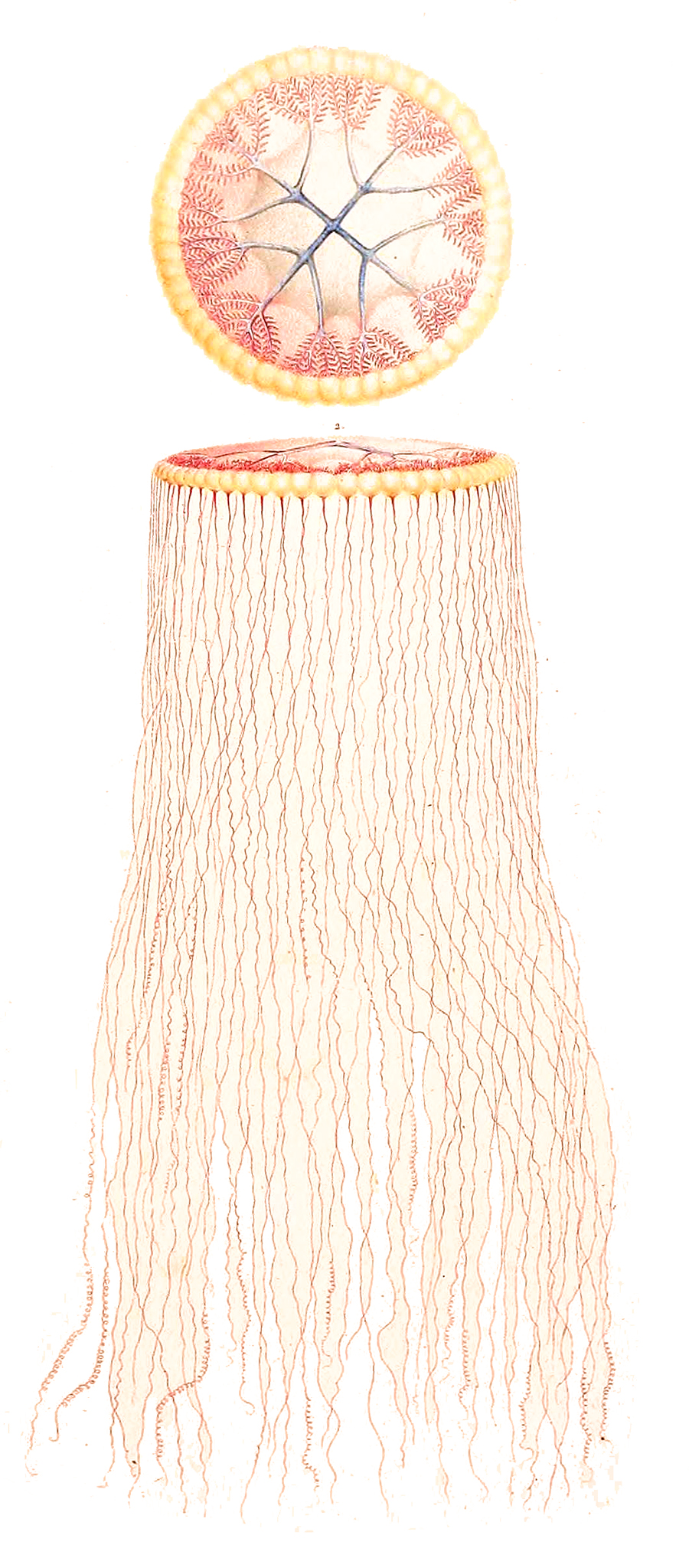
Cuvieria carisochroma (Dipleurosomatidae)
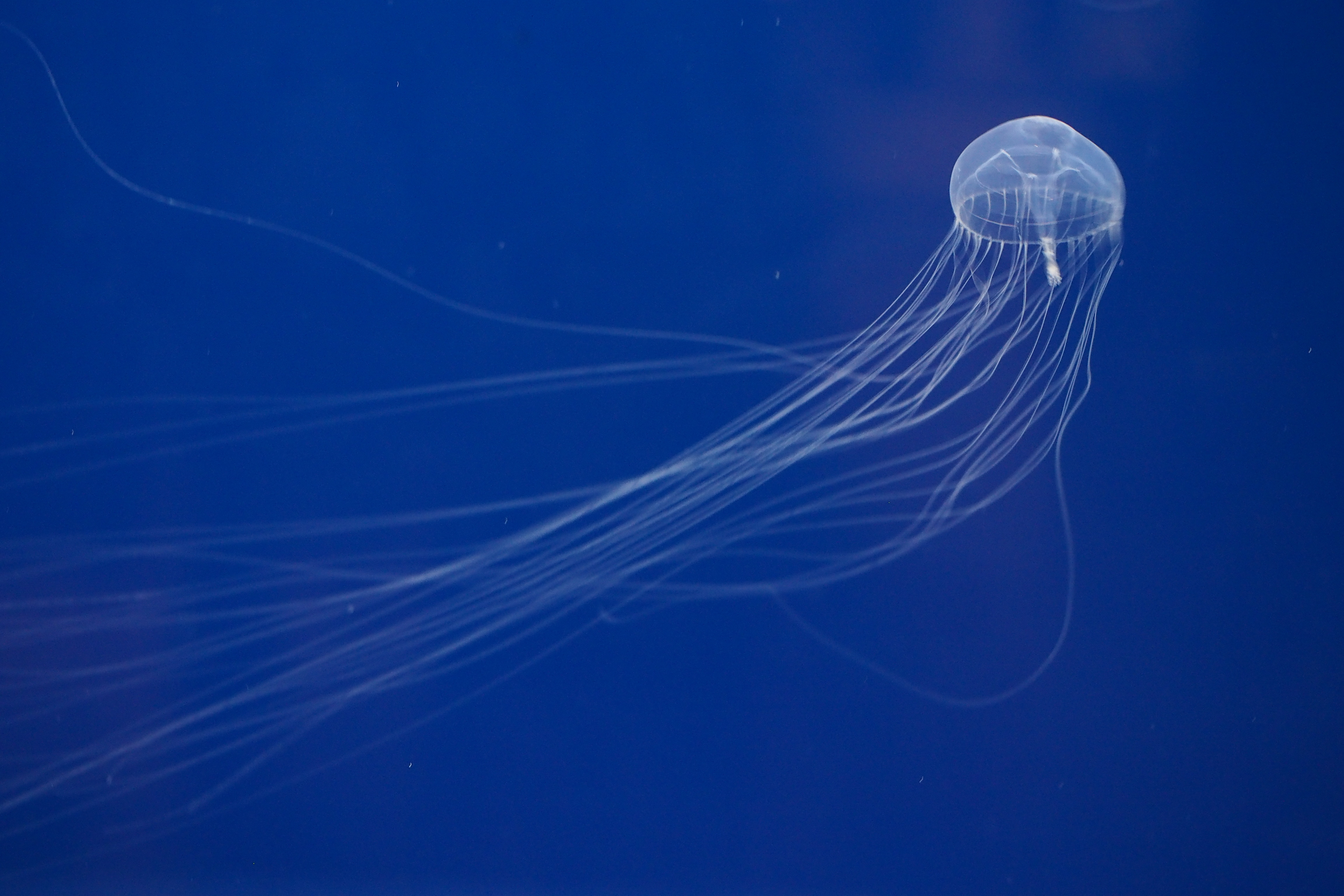
Tima formosa (Eirenidae)
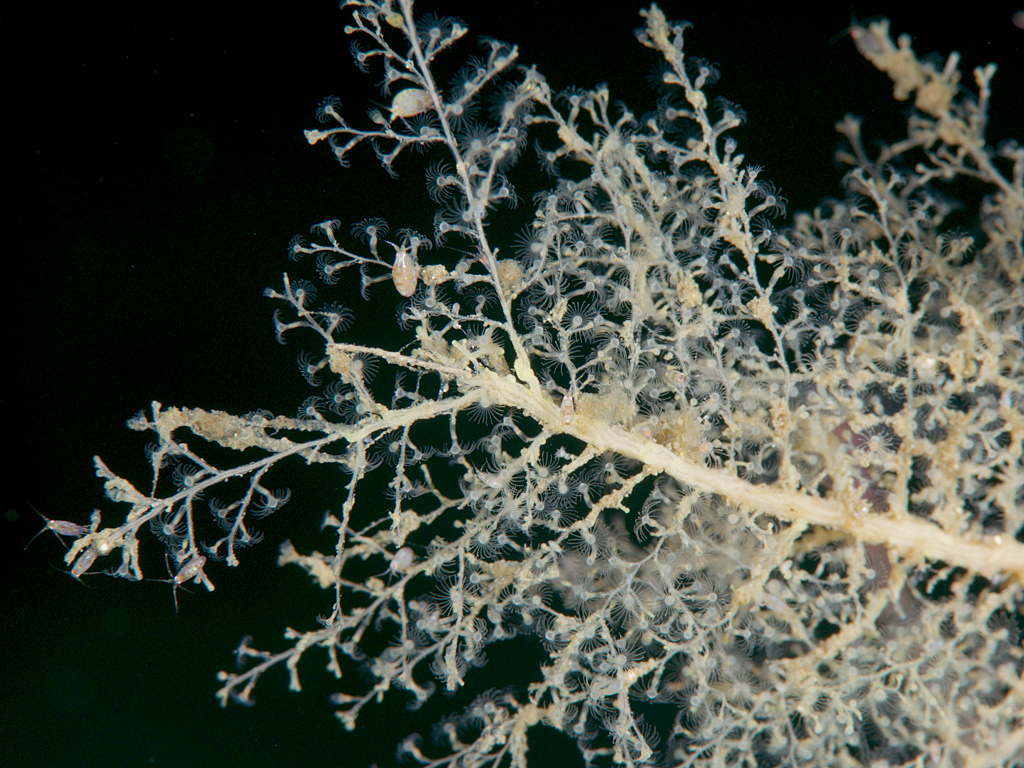
Halecium muricatum (Haleciidae)
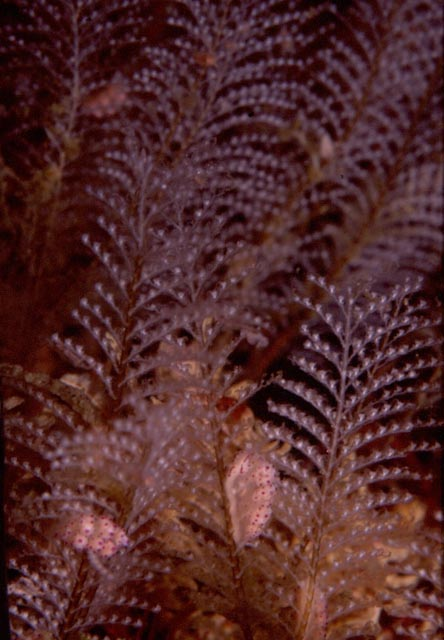
Gattya humilis (Halopterididae)
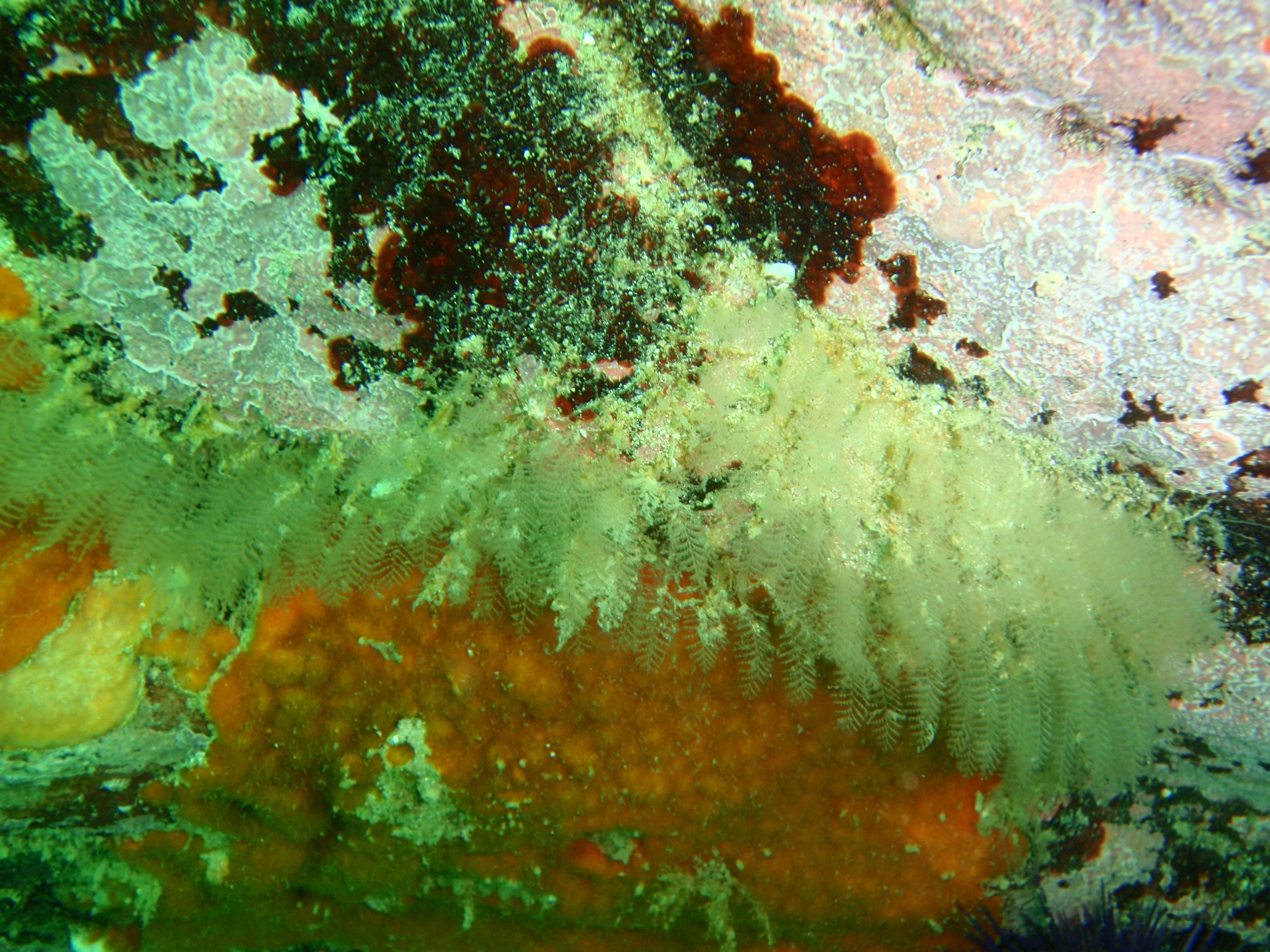
Pycnotheca mirabilis (Kirchenpaueriidae)
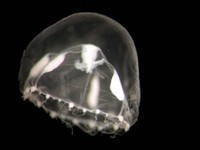
Phialella zappai (Phialellidae)
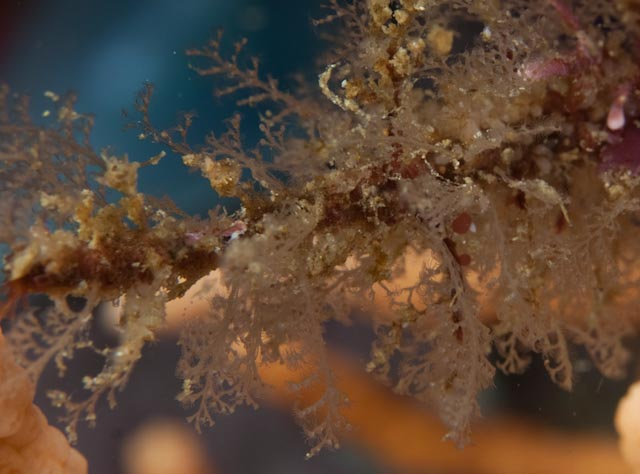
Plumularia setacea (Plumulariidae)
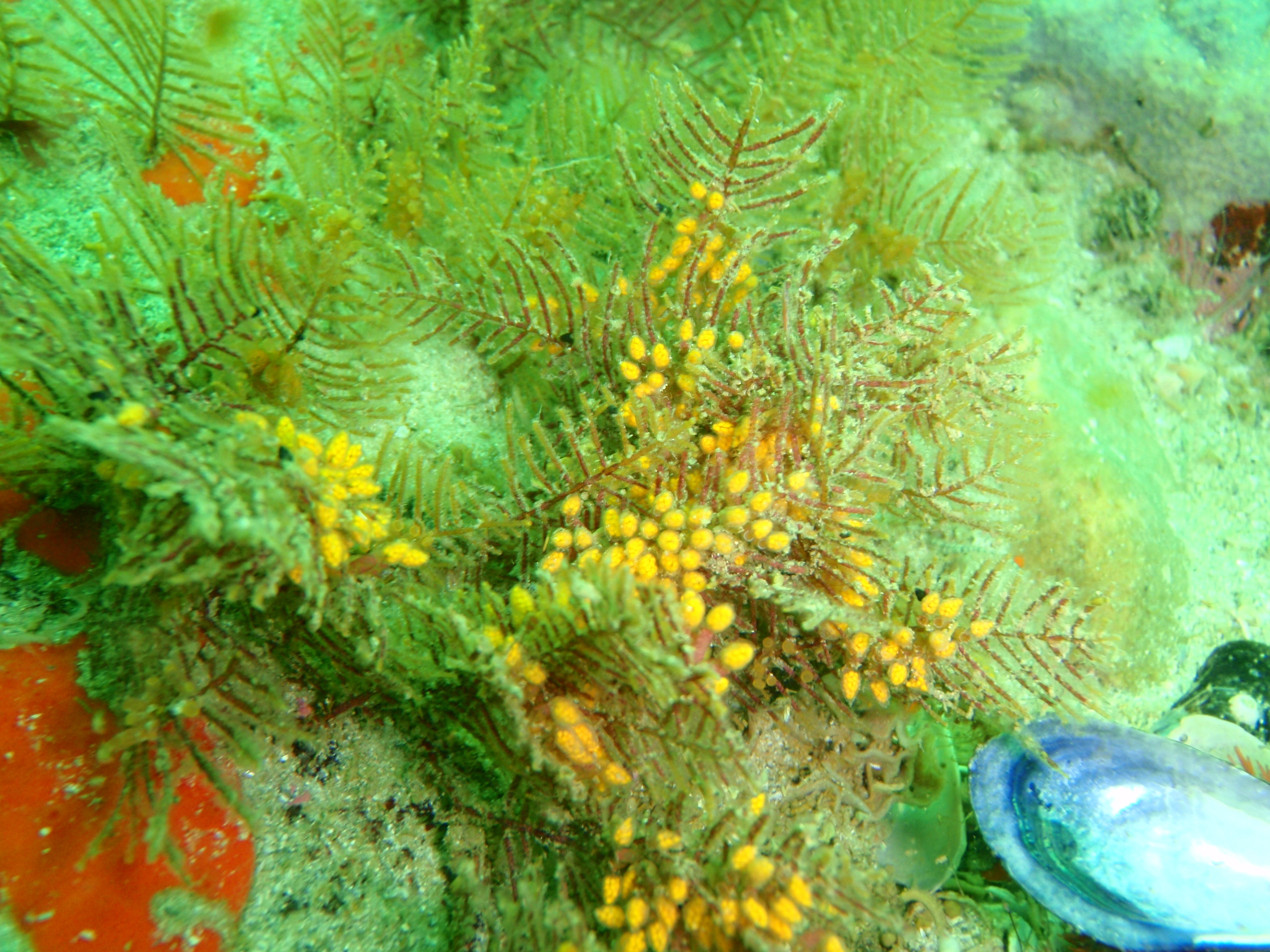
Thuiaria articulata (Sertulariidae)